# Wielbarkkulturen

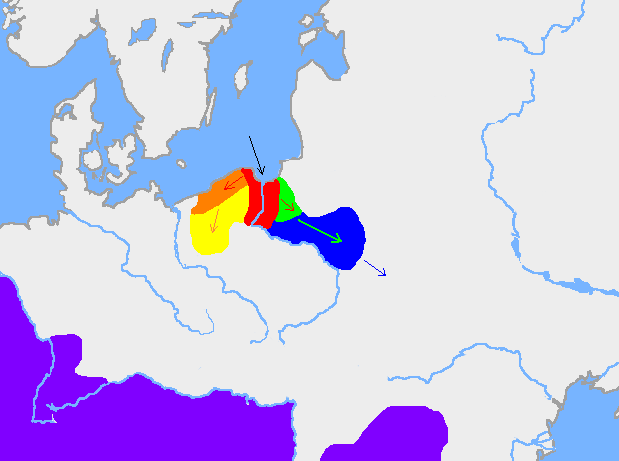
Wielbarkkulturens utbredning före folkvandringen till Svarta havet.
A
B
C
D
E
Romarriket

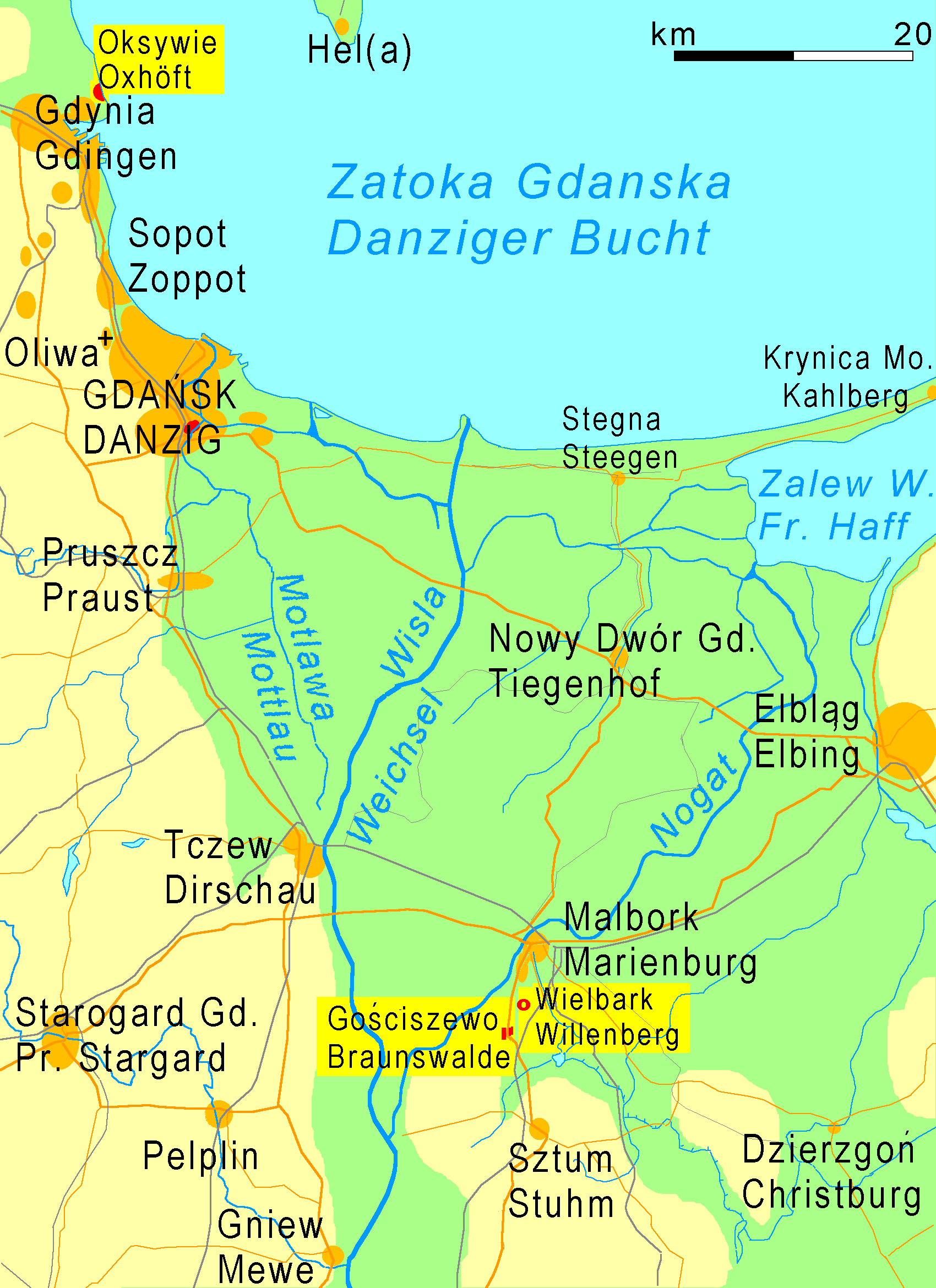
Wisładeltat med de arkeologiska utgrävningarna av Wielbark- och Oksywiekulturerna; dåtida och namn på 1800-talet.

Wielbarkkulturen (tyska: Wielbark-Willenberg-Kultur, polska: Kultura wielbarska, ukrainska: Вельбарська культура (Vel’bars’ka kul’tura)) var en förhistorisk kultur som bland annat identifierats som goter, även om forskare inte är överens; kulturen dök upp under första halvan av det första århundradet e.Kr. och ersatte Oksywiekulturen i området som idag är  Pommerellen runt nedre Wisła, som var kopplad till Przeworskkulturen.

## Upptäckt
Wielbarkkulturen är uppkallad efter en by där ett gravfält med över 3000 gotiska och gepidiska gravar upptäcktes 1873. Dessvärre blev många gravstenar flyttade och skadade av tidiga tyska upptäckare. Den ursprungliga utgrävningsrapporten, som försvann under Andra världskriget, upptäcktes först 2004 och undersöks för närvarande av polska forskare från Gdańsk, Warszawa, Kraków och Lublin.

## Utbredning
Wielbarkkulturen bredde ut sig över ungefär samma område som tidigare bebotts av Oksywiekulturen. Området ligger ungefär runt dagens Gdańsk och Chełmno. Senare bredde den ut sig till sjöområdena runt Kassubien och Krajenskiansjöarna och utsträckte sig söderut till områden runt dagens Poznań. 
Under första halvan av 200-talet lämnade Wielbarkkulturen sina boplatser vid Östersjön (vid denna tid kallad Mare Suevicum eller Mare Germanicum), förutom områdena direkt vid Wisła, och expanderade till det område som på 1000-talet blev Masovien och Lillpolen på den östra sidan av Wisła och sträckte sig in i dagens Ukraina, där de övergår i den så kallade Tjernjahivkulturen.
År 2000, i Czarnówko nära Lębork i  Pommerns vojvodskap, upptäcktes en ny gravplats från Oksywie- och Wielbarkkulturen. Gravarna är från tiden innan befolkningen folkvandrade åt sydväst. En upphittad bronskittel avbildar män som bär svebiska knutar i håret.

## Karaktär

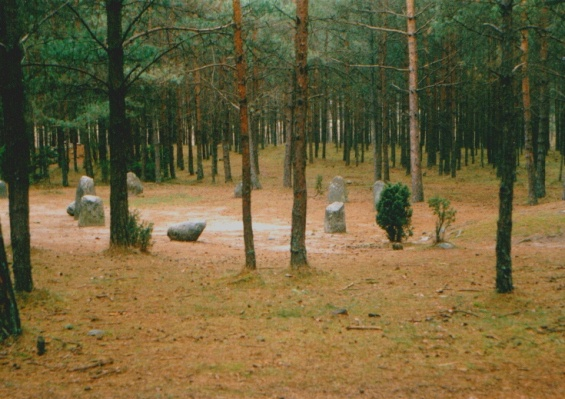
En stencirkel i Kassubien, norra Polen.

Det fanns avgjorda skillnader mellan Przeworskkulturen och Wielbarkkulturen, och det verkar varit liten, om någon, direkt påverkan dessa emellan.
Människorna i Wielbarkkulturen använde sig av både vanlig begravning och kremering för att begrava sina döda. Karaktäristiskt är också resandet av stenar på gravfältet, domarringar, och andra former av resande av stenar som starkt påminner om seder i södra Skandinavien.
Inga vapen eller redskap återfinns i gravarna, till skillnad från gravar från Przeworskkulturen där man ofta finner sådana gåvor. Istället verkar artefakter som ornament och kläder vara vanligare, även om man funnit sporrar i ett fåtal gravar. Sporrarna är för övrigt det enda krigarattributet man funnit i Wielbarkkulturgravar.
Andra kännetecken för Wielbarkkulturen är användningen av brons för att göra ornament och tillbehör. Silver användes sällan, och nästan aldrig guld. Järn verkar ha varit extremt ovanligt.

## Goterna

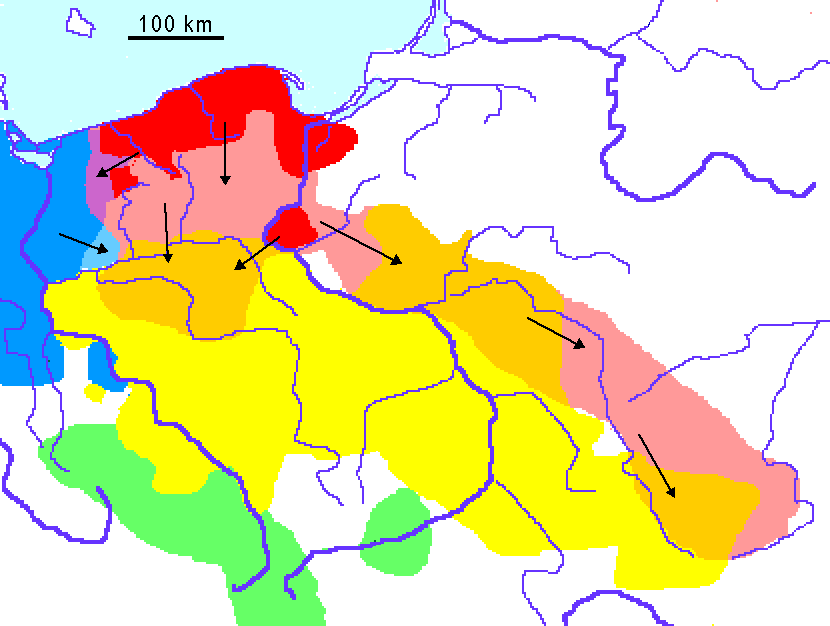
Oksywiekulturen och den tidiga Wielbarkkulturen = rött, senare Wielbark = rött och rosa, undanträngd Przeworsk = orange, undanträngd Jastorf = lila;
Jastorfkulturen = blått, spridning = ljusblått, ersätts av Wielbark = lila;
Przeworskkulturen = gult och orange, ersätts av Wielbark = orange

Wielbarkkulturen har associerats med Jordanes' uppgifter om goternas utvandring från Scandza (Skandinavien) och deras bosättning i "Gothiscandza". Enligt Jordanes trängde de undan vandalerna under sin invandring.
Gothiscandza lokaliseras till Wisłas mynning, och området fick också namnet Gutones (Plinius den äldre) eller Gothones (Tacitus): 
På andra sidan om lugierna bo goterna [Gothones], som styras av konungar, redan med något stramare tyglar än de övriga germanska folken, dock ännu icke i högre grad än friheten medger. Omedelbart vid Oceanen bo sedan rugier och lemovier, och utmärkande för alla dessa folk äro runda sköldar, korta svärd och undergivenhet gentemot sina konungar.
Namnen som Plinius och Tacitus uppger är identiskt med *Gutaniz, den rekonstruerade protogermanska formen av Gutans, goternas (samt gutarnas) benämning av sig själva.
Arkeologer är försiktiga med att tillskriva arkeologiska kulturer etnicitet, och frågan kring kopplingen mellan goter och Wielbarkkulturen, samt Wielbarkkulturen och Skandinavien är en mycket komplex och omdebatterad fråga. Den senaste tendensen inom forskarsamhället pekar mot en tvekan att koppla samman Wielbarkkulturen och goterna, och man menar idag att Wielbarkkulturen inte enbart uppstod genom immigration från Skandinavien. Istället verkar kulturen ha utvecklats ur Oksywiekulturen samt troligen genom skandinavisk påverkan. Denna teori baseras på att Wielbarkkulturen delar samma geografiska utbredning som Oksywiekulturen och bevisligen även fortsatte nyttja flera av Oksywiekulturens gravfält. Bosättningarna bestod troligen både tidigare invånare och grupper av skandinaver. Eventuellt var goterna den styrande stammen i området då Jordanes noterar att goterna underkuvade den ursprungliga befolkningen i området:
Soon they moved from here to the abodes of the Ulmerugi, who then dwelt on the shores of Ocean, where they pitched camp, joined battle with them and drove them from their homes. Then they subdued their neighbors, the Vandals, and thus added to their victories. But when the number of the people increased greatly and Filimer, son of Gadaric, reigned as king—about the fifth since Berig—he decided that the army of the Goths with their families should move from that region.
Den rådande synen är att den direkta inflyttningen av goter (omnämnt av Jordanes och även behandlat av H. Schedel, se länk nedan) vid Mare Germanicum, dagens Polen, kan påvisas genom gravhögar med omkringliggande domarringar och ensamstående resta stenar (detta gravskick är i övrigt likt den i Skandinavien, främst koncentrerad till Gotland och Götaland). Gravarna hittas mellan Wisła och Kasjubiska och Krajenskiska sjölandskapen och når in regionen Koszalin. Gravarna dyker upp under senare hälften av första århundradet e.Kr.
Wielbarkkulturen verkar således vara en blandning av goter och gepider från Skandinavien, samt de tidigare invånarna (mestadels vandaler, vender och rugier, det vill säga Jordanes "Ulmerugi").